# HMS Hart (U58)
Pour les autres navires du même nom, voir HMS Hart.
Le HMS Hart est un sloop britannique, de la classe Black Swan modifiée, qui participa aux opérations navales contre la Kriegsmarine (marine Allemande) pendant la seconde Guerre mondiale.

## Construction et conception
Le Hart est commandé le 18 décembre 1941 dans le cadre de programmation de 1940 pour le chantier naval de Alexander Stephen and Sons à Glasgow en Ecosse. La pose de la quille est effectuée le 27 mars 1942, le Hart est lancé le 7 juillet 1943 et mis en service le 12 décembre 1943 .
Il a été adopté par la communauté civile de Hale dans le Cheshire, dans le cadre de la Warship Week (semaine des navires de guerre) en 1942.
Les sloops de la classe Black Swan ont fait l'objet de nombreuses modifications au cours du processus de construction, à tel point que la conception a été révisée, les navires ultérieurs (du programme de 1941 et suivants) étant décrits comme la classe Black Swan modifiée. Bien que Wren ait été fixé selon la conception originale, elle a été achevée plus tard que certains des navires de classe modifiés, et avec les modifications apportées lors de sa construction, il était impossible de les distinguer des navires modifiés de Black Swan .
La classe Black Swan modifiée était une version élargie et mieux armé pour la lutte anti-sous-marine de la classe Black Swan, elle-même dérivée des sloops antérieurs de la classe Egret. L'armement principal se composait de six canons antiaériens QF 4 pouces Mk XVI dans trois tourelles jumelles, de 6 Canons jumelés de 20 mm Oerlikon Anti-aérien, de 4 canons de 40 mm pom-pom. L'armement anti-sous-marin se composait de lanceurs de charges de profondeur avec 110 charges de profondeur transportées. Il était aussi équipé d'un mortier Hedgehog anti-sous-marin pour lancer en avant ainsi qu'un équipement radar pour le radar d'alerte de surface type 272, et le radar de contrôle de tir type 285,.

## Historique

### Service dans la Royal Navy
En 1944, le Hart entreprend des tâches de protection des convois dans les approches nord-ouest et la mer d'Irlande. En mars de la même année, il exerce des fonctions dans l'océan Atlantique et la Méditerranée occidentale. Il est ensuite désigné dans le cadre du soutien à l'invasion de la Normandie, l'opération Neptune en juin 1944. Après le débarquement, il poursuit ses opérations en Manche.
En 1945, il exerce des fonctions de défense de convois dans l'océan Atlantique. En juillet 1945, il est affecté au service de la British Pacific Fleet (flotte britannique du Pacifique) et se trouve à Rabaul le 6 septembre 1945 pour la capitulation du Japon dans cette région.
Après la guerre, il reste en Extrême-Orient et reçu le nouveau numéro de fanion F58. Il est déployé avec les forces navales des Nations unies pour le service dans la guerre de Corée. Il retourne à Devonport en 1951 et est placé en réserve, avant d'être inscrite sur la liste d'élimination.

### Service dans la Marine ouest-allemande
En 1957, l'Allemagne de l'Ouest achete sept escortes, dont le Hart pour sa nouvelle Bundesmarine. Après avoir été refait par Palmers à Jarrow, il est remis à la Bundesmarine le 27 avril 1959 et est é renommée Scheer . Il est ensuite converti par Seebeck en 1962, pour être utilisé comme navire d'entraînement radar et est armé de deux canons Bofors, à la place de l'armement double de 4 pouces.
Il reste opérationnel jusqu'en 1967 et est mis au rebut en 1971.